# Portal Tomb von Gortbrack North

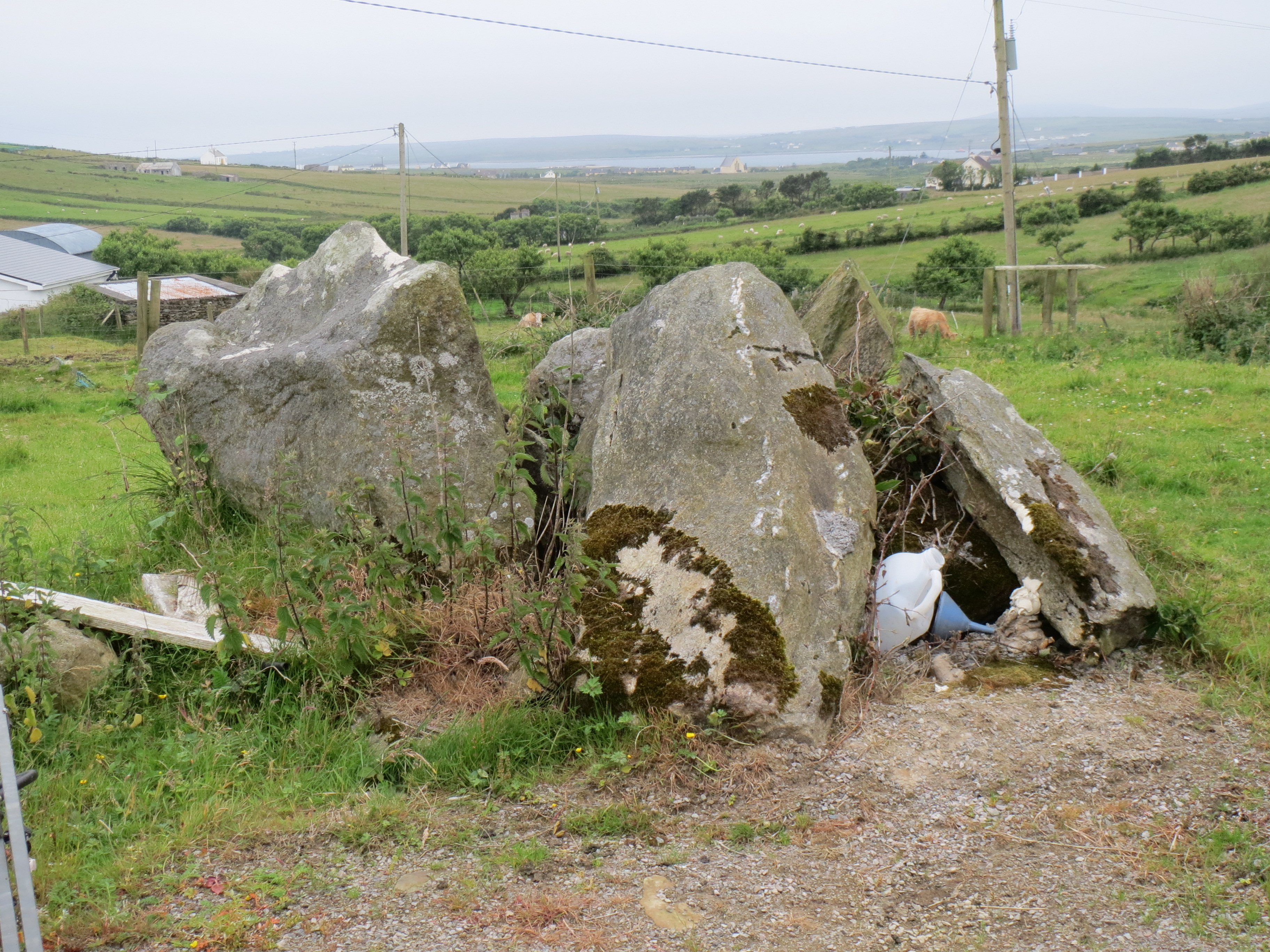
Portal Tomb von Gortbrack North

Das Portal Tomb von Gortbrack North liegt an einem Hof, etwa sechzig Meter südöstlich eines kleinen Baches der etwa 150 Meter weiter in den Owenduff River mündet, östlich von Gortmeer im Townland Gortbrack North (irisch An Gort Breac Thuaidh) im County Mayo in Irland.
Das Flusstal ist kultiviert, aber das höhere Umland ist moorig. Das Portal Tomb war, als es 1841 von Caesar Otway und Lieutenant Henri besucht wurde, bereits im gestörten Zustand und hat seitdem weitere Einbußen erlitten.
Es besteht aus einer etwa Nordost-Südwest-orientierten Kammer. Ihre Südostseite besteht aus einem 1,2 m hohen Stein, dessen Oberkante abgeschrägt ist. Die gegenüberliegende Seite besteht aus zwei eng gesetzten Steinen. Der östliche ist 0,6 m hoch und lehnt stark nach innen. Der angrenzende steht aufrecht und ist 0,85 m hoch. Im Nordosten sind drei Steine nach außen verkippt. Zwei scheinen Portalsteine zu sein. Der nördliche liegt auf der Kante und neigt sich stark nach Osten. Er war aufrecht stehend mindestens 2,0 m hoch, 0,8 m breit und 0,4 m dick. Unter ihm befindet sich ein fast verdeckter 1,2 m messender Stein, der Teil des Decksteines gewesen sein könnte. Der Deckstein lag 1841 auf den Galerieseiten, ist aber jetzt in vier Teile zerbrochen, die in der Galerie liegen. Der südliche Portalstein hat etwa die gleichen Maße.
Der Stein zwischen ihnen war im aufrechten Zustand etwa 1,0 m hoch und spitz. Er ist 0,8 m breit und 0,4 m dick und war wahrscheinlich der Türstein.